# Данилов Мост (платформа)
Дани́лов Мост (бел. Дані́лаў Мост) — остановочный пункт пассажирских поездов пригородного сообщения в Бобруйском районе (Могилёвская область, Белоруссия).
Расположен между остановочным пунктом Омельня и станцией Красный Берег (отрезок Осиповичи — Жлобин железнодорожной линии Минск — Гомель). Действует пригородное пассажирское сообщение электропоездами по маршруту Осиповичи — Жлобин, а также дизель-поездом по маршруту Рабкор — Жлобин.
Примерное время в пути со всеми остановками от ст. Осиповичи I — 1 ч. 39 мин., от ст. Жлобин — 30-35 мин.
Ближайший населённый пункт — одноимённый посёлок — расположен в 2,5 км к западу от платформы. В непосредственной близости от остановочного пункта размещены садоводческие товарищества.
Билетная касса в здании платформы отсутствует; билет на проезд можно оплатить у кассиров (поезда на данном участке сопровождаются кассирами) или приобрести онлайн.